# Ochotona kamensis
Il pica di Kam (Ochotona kamensis Argyropulo, 1948) è un mammifero lagomorfo della famiglia degli Ocotonidi.
La specie viene spesso considerata una sottospecie di Ochotona gloveri (Ochotona gloveri kamensis), rispetto alla quale presenta differenze minime di taglia e comportamento.
La specie (o sottospecie, a seconda della classificazione che si intende utilizzare) è endemica della parte occidentale della provincia cinese del Sichuan.